# Suzuki Ayaki
Suzuki Ayaki (鈴木彩貴 Suzuki Ayaki, sinh ngày 13 tháng 4 năm 1987 ở Aichi) là một cầu thủ bóng đá người Nhật Bản thi đấu cho Yokohama F. Marinos.

## Thống kê câu lạc bộ
Cập nhật đến ngày 2 tháng 1 năm 2018.
| Thành tích câu lạc bộ | Thành tích câu lạc bộ | Thành tích câu lạc bộ | Giải vô địch | Giải vô địch | Cúp                   | Cúp                   | Cúp Liên đoàn | Cúp Liên đoàn | Tổng cộng | Tổng cộng |
| Mùa giải              | Câu lạc bộ            | Giải vô địch          | Số trận      | Bàn thắng    | Số trận               | Bàn thắng             | Số trận       | Bàn thắng     | Số trận   | Bàn thắng |
| Nhật Bản              | Nhật Bản              | Nhật Bản              | Giải vô địch | Giải vô địch | Cúp Hoàng đế Nhật Bản | Cúp Hoàng đế Nhật Bản | J.League Cup  | J.League Cup  | Tổng cộng | Tổng cộng |
| --------------------- | --------------------- | --------------------- | ------------ | ------------ | --------------------- | --------------------- | ------------- | ------------- | --------- | --------- |
| 2010                  | Blaublitz Akita       | JFL                   | 6            | 0            | 0                     | 0                     | -             | -             | 6         | 0         |
| 2011                  | Blaublitz Akita       | JFL                   | 22           | 0            | 2                     | 0                     | -             | -             | 24        | 0         |
| 2012                  | Blaublitz Akita       | JFL                   | 32           | 0            | 2                     | 0                     | -             | -             | 34        | 0         |
| 2013                  | Blaublitz Akita       | JFL                   | 25           | 0            | 2                     | 0                     | -             | -             | 27        | 0         |
| Tổng cộng             | Tổng cộng             | Tổng cộng             | 85           | 0            | 6                     | 0                     | -             | -             | 91        | 0         |
| 2014                  | Giravanz Kitakyushu   | J2                    | 0            | 0            | 0                     | 0                     | -             | -             | 0         | 0         |
| 2015                  | Giravanz Kitakyushu   | J2                    | 19           | 0            | 0                     | 0                     | -             | -             | 19        | 0         |
| 2016                  | Giravanz Kitakyushu   | J2                    | 18           | 0            | 0                     | 0                     | -             | -             | 18        | 0         |
| Tổng cộng             | Tổng cộng             | Tổng cộng             | 37           | 0            | 0                     | 0                     | -             | -             | 37        | 0         |
| 2017                  | Yokohama F. Marinos   | J1                    | 0            | 0            | 0                     | 0                     | 0             | 0             | 0         | 0         |
| 2018                  | Yokohama F. Marinos   | J1                    | 0            | 0            | 0                     | 0                     | 0             | 0             | 0         | 0         |
| Tổng cộng             | Tổng cộng             | Tổng cộng             | 0            | 0            | 0                     | 0                     | 0             | 0             | 0         | 0         |
| Tổng cộng sự nghiệp   | Tổng cộng sự nghiệp   | Tổng cộng sự nghiệp   | 122          | 0            | 6                     | 0                     | 0             | 0             | 128       | 0         |